# Kościelec (Tatry)

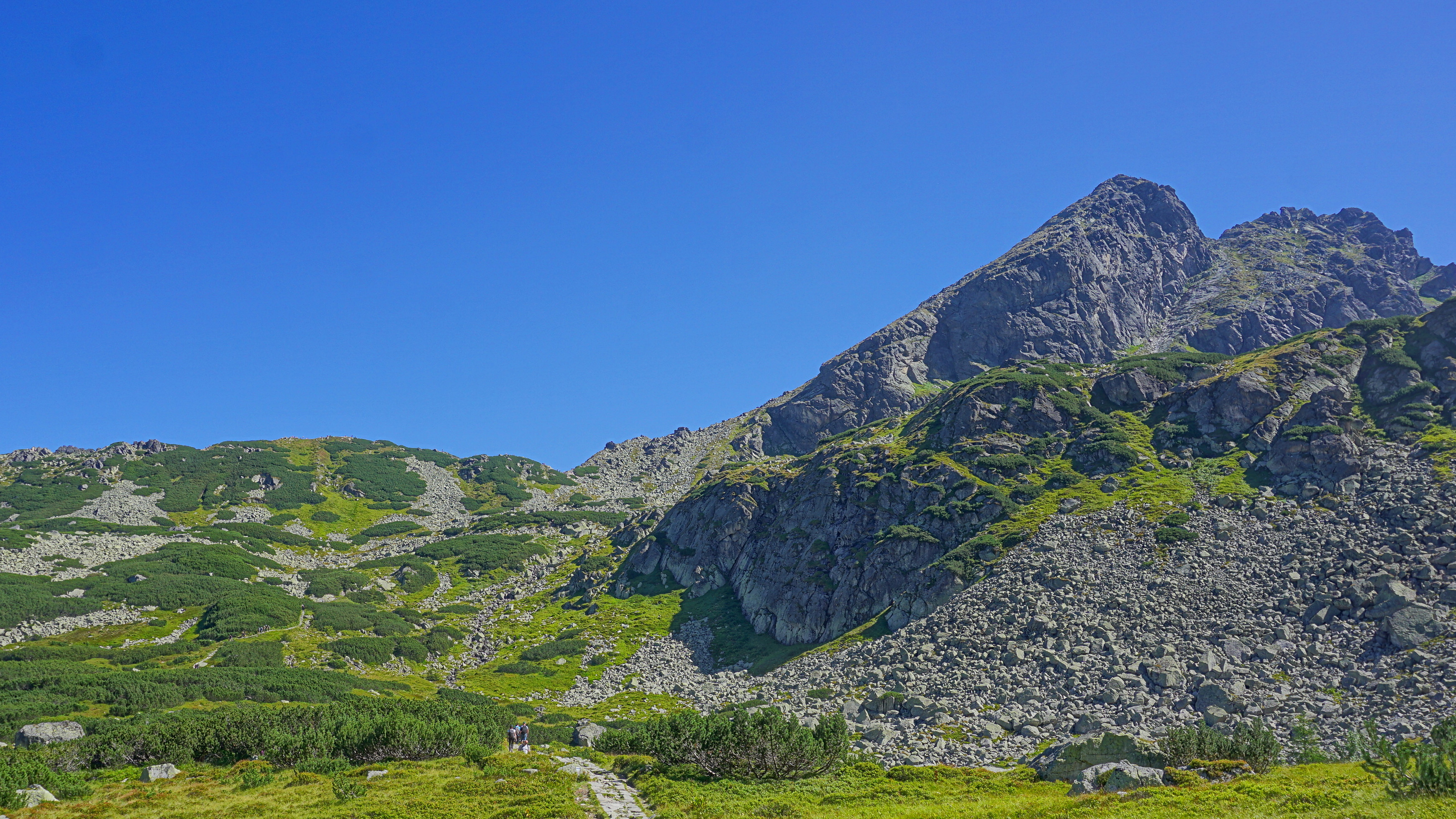
Mały Kościelec i Kościelec

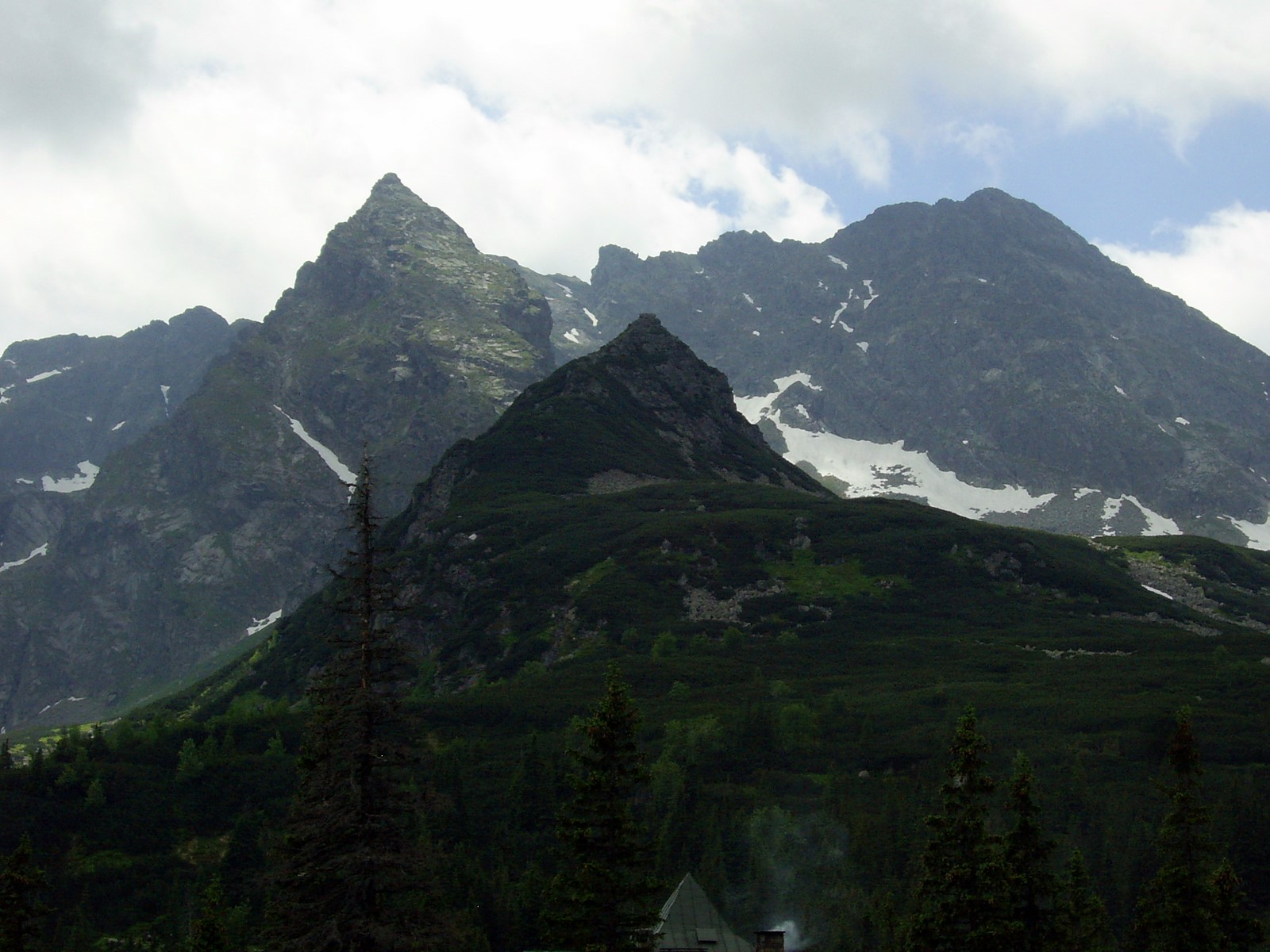
Kościelec, Mały Kościelec i Świnica. Na tym ujęciu można dopatrzyć się podobieństwa do kościoła, szczególnie we froncie Małego Kościelca.

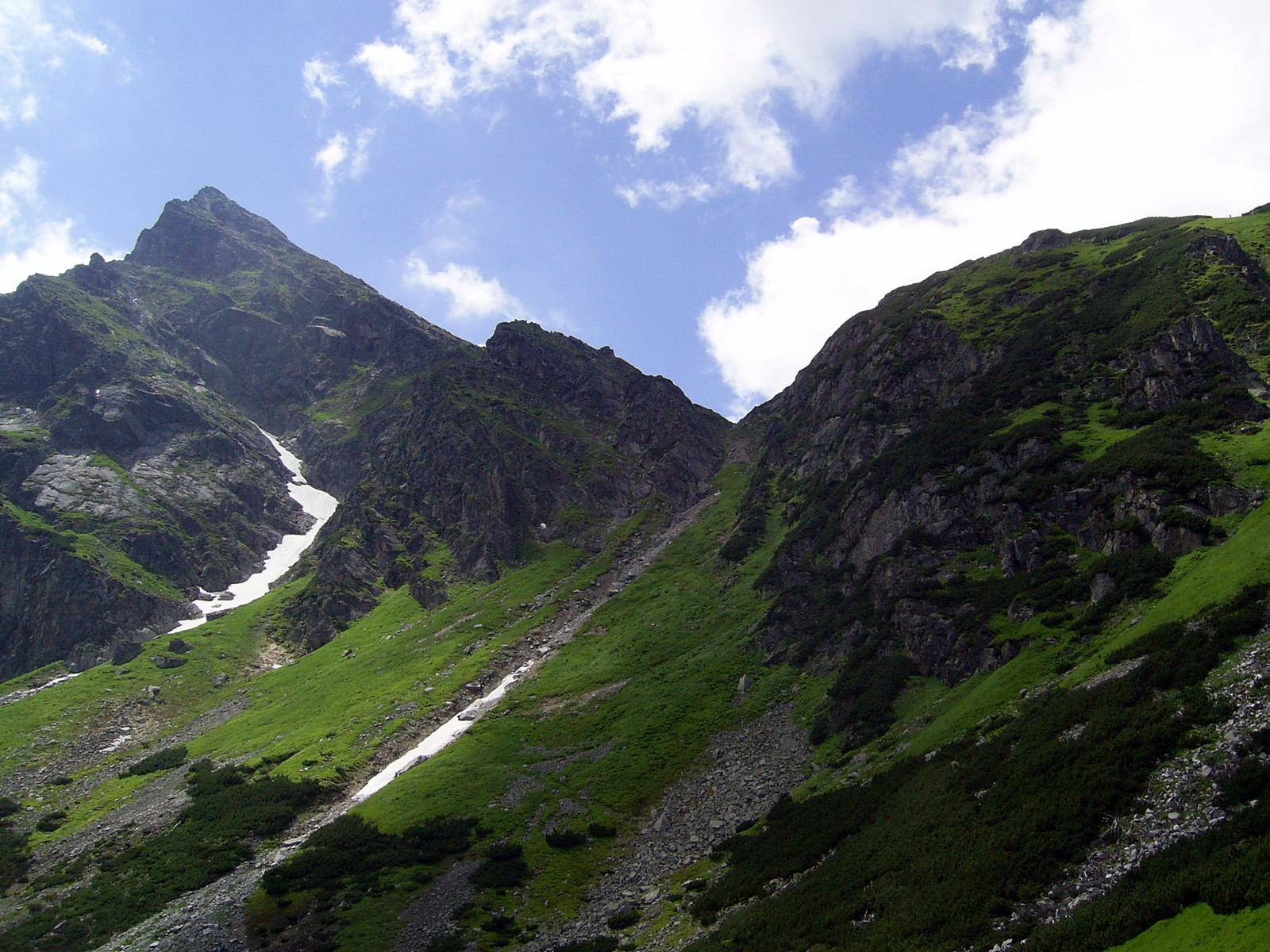
Kościelec i przełęcz Karb znad Czarnego Stawu Gąsienicowego

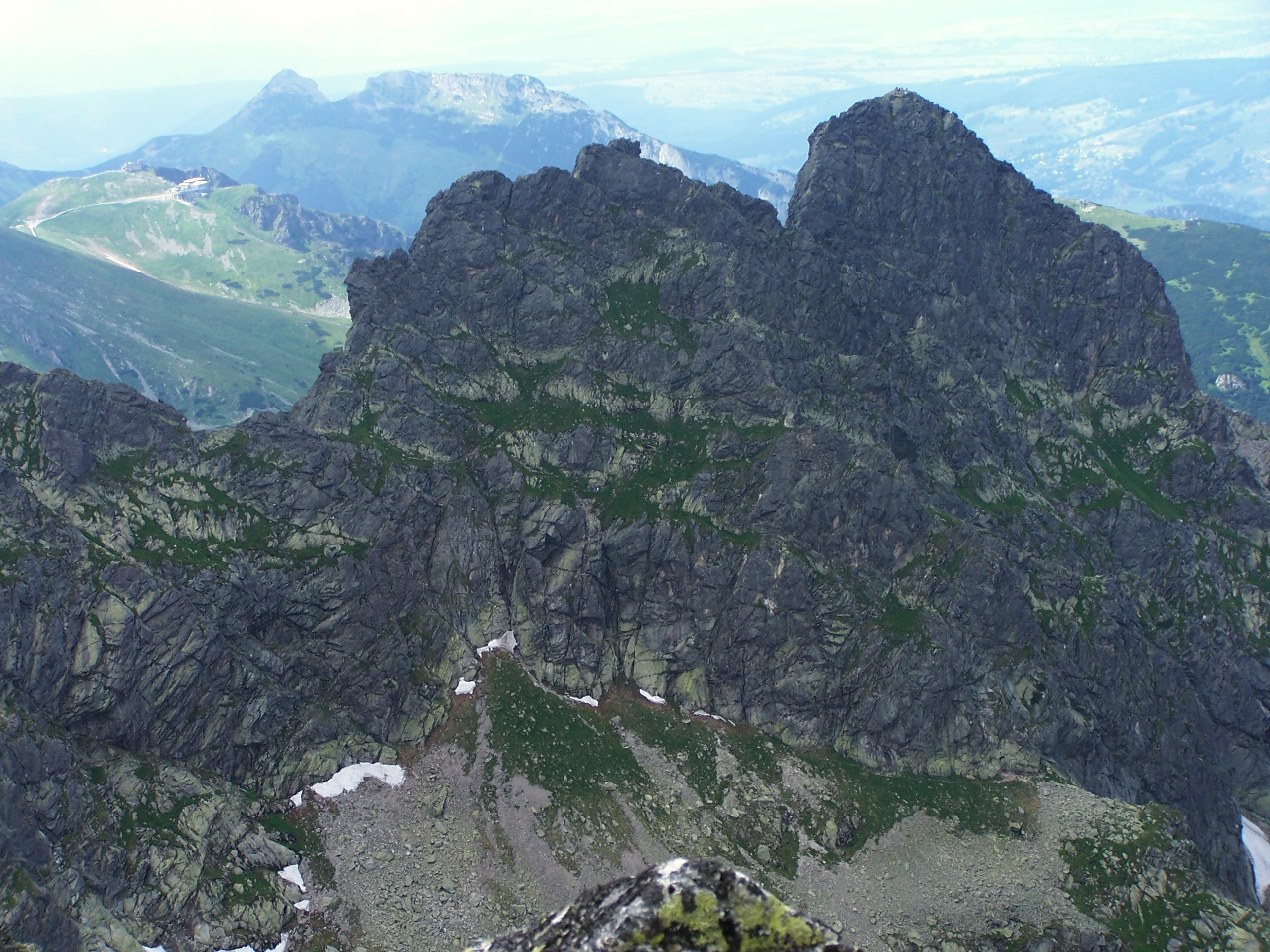
Zadni Kościelec i Kościelec od strony wschodniej

Kościelec (słow. Koščielec, niem. Polnische Kapelle, węg. Koscielec, 2155 m) – szczyt w Dolinie Gąsienicowej w Tatrach Wysokich. Znajduje się w bocznej Grani Kościelców, która od Zawratowej Turni odbiega w północnym kierunku, dzieląc Dolinę Gąsienicową na Czarną i Zieloną.

## Topografia
W Grani Kościelców od Zadniego Kościelca (2162 m) oddziela go Kościelcowa Przełęcz (2110 m), a od Małego Kościelca (1866 m) przełęcz Karb (1853 m). Wierzchołek Kościelca wznosi się 533 m ponad powierzchnię Czarnego Stawu Gąsienicowego.
We wschodniej, opadającej do Czarnego Stawu ścianie Kościelca wyróżnia się następujące formacje skalne:
- Kościelcowy Kocioł
- próg Kościelcowego Kotła
- wschodnia ściana Kościelca (od Kotła Kościelcowego ok. 250 m)
- północno-wschodnia grzęda Kościelca
- Żleb Zaruskiego
- Czuba nad Karbem
- Komin Muchy

W zachodniej ścianie najwybitniejszą formacją jest Komin Świerza.

## Opis
Nazwa szczytu wywodzi się prawdopodobnie od kształtu przypominającego wieżę kościoła. Jego sylwetka w kształcie stromej piramidy to bardzo charakterystyczny element panoramy Doliny Gąsienicowej.
Kościelec zbudowany jest z zapadających na północną stronę ławic granitu o grubości prawie 100 m, tworzących połogi i stromy cios. Ciekawa flora. M.in. stwierdzono tutaj występowanie saussurei wielkogłowej – bardzo rzadkiej rośliny, w Polsce występującej tylko w Tatrach i to w nielicznych tylko miejscach. Tutaj też znajduje się najwyższe w polskich Tatrach stanowisko drzewiastej formy świerka.

## Turystyka i taternictwo
Na szczyt prowadzi czarny szlak turystyczny z przełęczy Karb. Z przełęczy szlak biegnie zakosami blisko lewej krawędzi płytowego stoku o nachyleniu ok. 30° aż do pionowego skalnego progu o wysokości około siedmiu metrów. Przez ów próg, bez klamer i łańcuchów, w górę (0+ w skali taternickiej) i dalej na wierzchołek, zakosami poprzez mniejsze progi, których przejście ułatwiają półki i rynny skalne.
Ze szczytu rozciąga się widok na całą Dolinę Gąsienicową oraz panorama szczytów, przez które biegnie Orla Perć. Widok na Tatry Wysokie jest istotnie ograniczony przez grań główną. Mieczysław Karłowicz zauważył, że „tylko z Kościelca widoczne są wszystkie bez wyjątku Stawy Gąsienicowe”.
Pierwsze odnotowane wejście autorstwa Antoniego Hoborskiego miało miejsce w roku 1845. Zimowego wejścia dokonali 24 stycznia 1908 r. Mieczysław Karłowicz i Roman Kordys. Na nartach jako pierwsi weszli w 1911 r. Mariusz Zaruski oraz Stanisław Zdyb. Były to początki taternictwa narciarskiego.
Na początku XX wieku, w związku z powrotem szczątków Juliusza Słowackiego do Polski, pojawił się pomysł umieszczenia sarkofagu z trumną poety w ścianie Kościelca. Nie został on jednak zrealizowany.
Zachodnia ściana Kościelca należy do najciekawszych i najczęściej odwiedzanych przez taterników w rejonie Hali Gąsienicowej. Rejon Kościelca jest związany z kilkoma głośnymi wypadkami: pod Małym Kościelcem w lawinie w 1909 r. stracił życie Mieczysław Karłowicz – miejsce tragedii upamiętnia mały obelisk (Kamień Karłowicza). Na zachodniej ścianie Kościelca 5 lipca 1929 roku zginął Mieczysław Świerz, natomiast 5 sierpnia 1993 roku Piotr Dawidowicz (jeden z najlepszych taterników początku lat 90. XX wieku). Na Zadnim Kościelcu w 1962 r., w miejscu pozbawionym trudności, spadł i zginął Jan Długosz.

## Sztuka
Kościelec obecny jest w obrazach lub rzeźbach Walerego Eljasza, Stanisława Witkiewicza, Rafała Malczewskiego, Zenona Pokrywczyńskiego, Henryka Burzca i Michała Gąsienicy Szostaka. Wojciech Kilar napisał w 1976 roku poemat symfoniczny zatytułowany Kościelec 1909, upamiętniający śmierć Karłowicza. Stanisław Nędza-Kubiniec stworzył wiersz Psalm o świętych góralskich, w którym czci pamięć tragicznie zmarłego w ścianie Kościelca Mieczysława Świerza. Charakter taternicki ma natomiast wiersz Zachodnia ściana Kościelca autorstwa Karola Zająca (1933).

## Szlaki turystyczne
czarny z Karbu – szlak turystyczny uznany za trudny (bez sztucznych ułatwień, niebezpieczny w razie mokrej lub śliskiej skały), o czym informują stosowne tablice na przełęczy. Do Karbu prowadzą dwa szlaki z Doliny Gąsienicowej: jego przedłużenie znad Czarnego Stawu i niebieski od szlaku na Świnicką Przełęcz. Czas przejścia z przełęczy na szczyt: 50 min, ↓ 40 min.